# تائو-روسیر
تائو-روسیر (انگلیسی: Tao-Rusyr Caldera) یک کاسه آتشفشانی در جزایر کوریل کشور روسیه است.